# 慕本王
慕本王（ぼほんおう、30年 - 53年）は、高句麗の第5代の王（在位 48年 - 53年）。姓は高、諱は憂、または解愛婁。『三国史記』高句麗本紀では先々代の大武神王の嫡子であり、『三国遺事』王暦では先代の閔中王の弟とする。32年12月、大武神王の嫡子として太子に立てられたが、44年10月の大武神王の死去の際には幼少であったため、王の弟の閔中王が推戴されて王位に就いており、48年に閔中王が亡くなると解愛婁が王位に就いた。

## 治世
49年2月、将軍を派遣して後漢の右北平・漁陽・上谷・太原を襲撃させたが、遼東太守の祭肜は恩義と信義とをもって対応したので、両国間の関係は和親に戻った。『後漢書』祭肜伝に拠れば、匈奴対策として鮮卑などを懐柔しようとした祭肜が鮮卑の朝貢に対して何倍もの下賜品を与えたことを伝え聞いた高句麗が、それまで敵対していたにもかかわらず後漢の遼東へと朝貢を行ったという記事があり、符合している。
国内の飢えた民に施すこともあった（49年8月）が、後には人の上に座ったり人を枕にするなどして揺れ動いたものは容赦なく殺し、諫言する臣は弓で射殺すなど、暴虐の王と化した。そのために、いつか王に殺されると恐れた杜魯という側近によって53年11月に殺害された。そして慕本原に葬られ、慕本王と諡された。

## 家族
- 父：大武神王
- 母：元妃
- 異母弟：好童